# 聖經考古學
圣经考古学是根据西亚及北非地區出土的古代遗迹及出土文物研究《圣经》，揭示其历史原貌的学科。

## 圣经考古学分期
- 新石器时期: c. 8500–4300 BC
- 铜石并用石器 period: 4300–3300 BC
- 铜器时代: 3300-1200 BC
  - 铜器时代早期(EB)  = 3300-2300 BC
  - 铜器时代中期(MB)  = 2300/2000–1550 BC
  - 铜器时代晚期 (LB) Age = 1550–1200 BC
- 铁器时代: 1200-586 BC
  - Iron IA = 1200–1150 BC
  - Iron IB = 1150–1000 BC
  - Iron IIA = 1000-925 BC
  - Iron IIB = 925-720 BC
  - Iron IIC = 720-586 BC
- 新巴比伦帝国时期: 586-539 BC
- 波斯帝国时期: 539-332 BC
- 希腊化时期= 332-63 BC
  - 希腊化时期早期 = 332-198 BC
  - 希腊化时期晚期 = 198-63 BC
- 罗马时期: 63 BC-324 AD

## 学科历史

### 圣经考古学发展的阶段
- 古代
- 英国托管时期之前
- 英国托管期间
- 现状

1798年，拿破仑东征埃及的部队在尼罗河谷发现大批古代遗址和文物，其中包括羅塞塔石碑（Rosetta Stone），使尼罗河流域的古文化宝藏从此门户大开。数年后，巴格达任职的英国外交官C. J. Rich准确地辨认出巴比伦城和尼尼微城遗址。

## 重要发现

### 20世紀初
20世纪最初10年，考古学家在西亚-北非地区進行了4项重要的出土：
- 汉谟拉比法典（1901年）：最著名的古代法典
- 基色曆（1902年）：涉及巴勒斯坦的田间耕作和历法
- 象岛蒲草纸卷（Elephantine papyri）（1903年）：反映了尼希米—以斯拉复兴故国时的历史
- 波格斯凱泥板（Boghazkoy Tablets）（1906年）：证实赫人是一个重要的上古民族

### 一戰與二戰之間
在第一次世界大战和第二次世界大战之间，圣经考古学又取得了很大的进展，主要為以下5项：
- 吾珥废墟考古（1922年-1934年）：著名古城，希伯来人的祖先居住于此。吾珥第三王朝时，城郊建有著名的庙塔（Ziggurat），建塔经过记载在吾珥南模碑石（Ur Nammu Stone）上。
- 烏加里特（Ugarit）文獻（1928年）：乌加里特文献记载了大量迦南宗教故事，提供了崇拜巴力的迦南人的角度（即約書亞時期希伯來人的敵人）去看待歷史。
- 努斯文件（1925年 - 1931年）：努斯文件反映了前15世紀美索不達米亞社群的歷史與日常生活，包括經濟、社會、法律結構等。
- 马里文献（Mari Letters）：用巴比伦文字写成，包括马里君王和鄰近各城邦通信的记录。马里文献对研究希伯来族长时代的历史颇有价值。
- 拉吉信件（Lachish Letter）：文件中提到许多見於《旧约》的人名及地名，还提到一位类似耶利米的先知，但无法肯定他是否就是耶利米。

除上述各项成就外，20世纪前期考古学家还发掘出《约翰福音》的莱兰纸莎草纸残片、扫罗的国度基比亚、巴力比利土之庙、非利士人的铁制武器、舍伯那的印鉴与墓碑、基遍水池、乌西亚的王宫等圣经文物或古迹。

### 近年
- 1947年，死海古卷出土，震驚學界。
- 1964年至1972，玛迪废墟中發現了第一批在叙利亚北部的早期文献。这些泥板上的文字不同于已知所有楔形文字，有待于进一步研究释读。

## 爭議
伊拉克历史学者卡扎尔·马吉迪批評聖經考古學是以色列「以符合圣经叙述的方式解释巴勒斯坦文物，旨在伪造历史以服务于其殖民利益」的伪考古学。